# Geshurites (del nord)
Els geshurites o gueixurites van ser un poble beduí de l'est del Jordà a la frontera dels territoris de la tribu de Manasès, al país de Bashan. S'esmenten juntament amb els Maacatites i van conservar els seus territoris enfront dels israelites.
Una altra tribu amb igual nom vivia al sud de Palestina.